# Шёлер, Фридрих фон
Рейнхольд Отто Фридрих фон Шёлер (нем. Friedrich August von Schoeler; 2 октября 1772, Везель — 28 октября 1840, Франкфурт-на-Майне) — прусский военачальник, генерал от инфантерии, дипломат, королевский чрезвычайный посланник и полномочный министр. Участник Наполеоновских войн.

## Биография
Сын прусского генерал-майора Иоганна Фридриха Вильгельма фон Шёлера (1731—1817). В сентябре 1786 года поступил на военную службу в Прусской армии капралом в пехотный полк. В следующем году принял участие в Прусском вторжении.
Участник Войны первой коалиции. В 1793 году сражался при Кайзерслаутерне, участвовал в осаде Майнца, бомбардировке форта Сен-Мишель и в сражениях при Саарбрюккене , Сен-Имберте, Сен-Аманде и Хасноне. В кампании 1805 года служил адъютантом командующего генерала Герцога Брауншвейг-Люнебургского, был очевидцем его смерти в битве при Катр-Бра, сражался в битвах при Йене и Ауэрштедте в 1806 году.
В 1808 году находился в Санкт-Петербурге в должности майора и флигель-адъютанта прусского короля Фридриха Вильгельма III.
Во время Освободительной войны служил в штабе кронпринца Швеции.
Дипломат. После заключения Парижского мирного договора (1815) — полномочный министр и чрезвычайный посланник при дворе русского императора в Петербурге и доверенное лицо Александра I. Занимал пост представителя Пруссии в Бундестаге.
Умер во Франкфурте-на-Майне.

## Награды
Королевства Пруссия:
- Орден «Pour le Mérite» (1 февраля 1809)[3]
- Железный крест 2-го класса (28 октября 1813)[4] — за Денневиц
- Орден Красного орла 2-го класса с дубовыми листьями (1817)[5]
- Орден Красного орла 1-го класса с дубовыми листьями (18 июля 1818)
- Крест за выслугу лет[нем.] (25 лет) (18 июля 1825)
- Орден Чёрного орла (18 января 1836)[6]

Российской империи:
- Орден Святой Анны 1-й степени
- Орден Святого Владимира 3-й степени[7]
- Орден Святого Георгия 4-й степени (№ 2711; 8 октября 1813)[8]
- Орден Святого Владимира 2-й степени (18 июля 1818)[9]
- Орден Святого Александра Невского (22 августа 1826)[10]
- Орден Белого орла (18 июня 1830, царство Польское)[11][12]
- Орден Святого Владимира 1-й степени (30 мая 1835)[13]